# Grupul plastic 1934
Grupul plastic 1934 a fost o organizație artistică care s-a înființat în anul 1934 ca o continuare a activității Grupului plastic Criterion. Astfel, Grupul plastic Criterion a organizat o a doua expoziție în luna februarie a anului 1934 schimbându-și titulatura în Grupul plastic 1934. Singura diferență a fost că locul sculptorilor Ion Jalea și Mac Constantinescu a fost luat de către Aurel Kessler și Vasile Popescu.

## Noua denumire
Noua denumire a organizației a fost luată sub imperiul presiunilor ostile din presa timpului și pe de altă parte pentru a sublinia mărețele idealuri artistice ale membrilor ce se autointegrau în mișcarea avangardistă a artei plastice din România. Expoziția din anul 1934 a fost organizată în Sala Ileana și participanții au fost doar o mică parte din membrii grupării, majoritatea celor absenți făcând doar act de prezență. Au fost expuse 62 de lucrări de către zece pictori, pornind de la constructivismul lui Marcel Iancu, M. H. Maxy, Corneliu Mihăilescu și până la pointilismul lui Aurel Kessler și fovismul lui Vasile Popescu.